# Ceropegia tihamana
Ceropegia tihamana là một loài thực vật có hoa trong họ La bố ma. Loài này được Chaudhary & Lavranos mô tả khoa học đầu tiên năm 1985.